# Sterne à dos gris
Onychoprion lunatus
Espèce
Statut de conservation UICN

 LC  : Préoccupation mineure
Synonymes
- Sterna lunata

La Sterne à dos gris (Onychoprion lunatus) est une espèce d'oiseau appartenant à la famille des Laridae. Elle appartient à un genre monotypique.